# Jos Bergenhenegouwen
Cornelis Josephus (Jos) Bergenhenegouwen (1956 – 8 mei 2023) was een Nederlandse programmamaker, voice-over en media-adviseur.
Na succesvolle afronding van zijn studie aan de Nederlandse Film- en Televisie Academie in 1981, begon Bergenhenegouwen samen met Peter Adrichem als stagiair bij de Veronica Omroep Organisatie, destijds de kleinste omroep in Nederland. Bij Veronica bekleedde hij daarna niet alleen de functies van eindredacteur en producent voor diverse televisieprogramma's, maar was hij ook actief op de radio-afdeling. Het duurde niet lang voordat Bergenhenegouwen ook de zenderstem van Veronica werd, zowel op de radio als op televisie. In die rol sprak hij duizenden promofilmpjes en programma-aankondigingen in. Bergenhenegouwen vervulde naast zijn rol als zenderstem ook verschillende functies bij diverse programma's, waaronder Veronica Film, Veronica Sport, Nederland Muziekland, Veronica's Strandrace, Countdown, de Pin-Up Club, Tineke, Verona, het Voetbalgala, het IJsgala en De Heilige Koe. Op radiogebied werkte hij in diverse functies mee aan Veronica's Popjournaal, de Top 40, Trend, Veronica Nieuwsradio, Radio Romantica en Mono.
In augustus 1989 maakte Bergenhenegouwen de overstap van de Veronica Omroep Organisatie (die inmiddels was uitgegroeid tot de grootste omroep van Nederland met een dubbele A-status) naar RTL-Véronique, dat al snel werd omgedoopt tot RTL 4. Daar hervatte Bergenhenegouwen zijn functies als eindredacteur en producent van diverse programma's, en werd hij ook de zenderstem. In 1991 trad hij toe tot het programmamanagement van RTL 4 en kreeg hij de verantwoordelijkheid voor onderzoek en ontwikkeling. In 1994 werd hij Program Director van zowel RTL 4 als RTL 5.
Bij RTL was Bergenhenegouwen betrokken bij vele programma's in verschillende functies, waaronder Bios, Club Vérotique, De Week van Willibrord, Lief & Leed, Fortuinlijke Vrouwen, Ga Toch Fietsen, Ja, Ik Wil Een Miljonair, Je Echte Leeftijd, Monte Carlo, Niet Te Geloven, Gaan Met Die Banaan, De Postcode Loterij, Peter Jan Rens Late Night en Knallende Kurken. Als zenderstem sprak hij tienduizenden promo's en programma's in voor RTL 4.
In 1999 ontving Bergenhenegouwen de Marconi Award voor beste stem.
Vanaf het jaar 2000 begon Bergenhenegouwen als zelfstandig media-adviseur en freelance voice-over te werken. Dit gaf hem de mogelijkheid om ook voor andere partijen te werken. Zo was hij de voice-over van verschillende populaire televisieprogramma's, waaronder Big Brother, De Gouden Kooi, Achter Gesloten Deuren, Utopia I en Utopia II, en Een jaar van je leven. Daarnaast heeft hij zijn stem geleend aan talloze andere tv-programma's, commercials en bedrijfsfilms, zoals De Zwakste Schakel en De Achmea Kennisquiz. Ook was hij de eerste zenderstem van de televisiezender 24Kitchen en was hij 18 jaar lang de zenderstem van de radiozender Arrow Classic Rock.
In mei 2023 overleed Bergenhenegouwen aan de gevolgen van alvleesklierkanker.

## Trivia
- Gedurende vele jaren maakte Bergenhenegouwen deel uit van de vakjury van de Nederlandse Academy Awards.
- Op legale, commerciële televisie was Bergenhenegouwen de eerste voice-over.
- Hoewel Bergenhenegouwen een succesvolle carrière heeft gehad als voice-over, heeft hij altijd benadrukt dat het inspreken voor hem een secundaire activiteit is geweest.
- Sinds 2012 heeft Bergenhenegouwen zich vrijwillig ingezet voor het adviseren en begeleiden van aspirant voice-overs.
- In 1977 werkte Bergenhenegouwen voor het eerst mee aan een televisiecommercial. Dit was de Postbus 51 spot waarmee in Nederland het begrip zomertijd werd geherïntroduceerd. In opdracht van copywriter Paul Steenhuisen bedacht Bergenhenegouwen het concept en schreef de tekst.
- Ondanks dat Bergenhenegouwen met zijn stem bekend was bij het grote publiek, wilde hij nooit in beeld komen. Online lijken er geen foto's van hem te bestaan.[3][1]